# فلق ۲

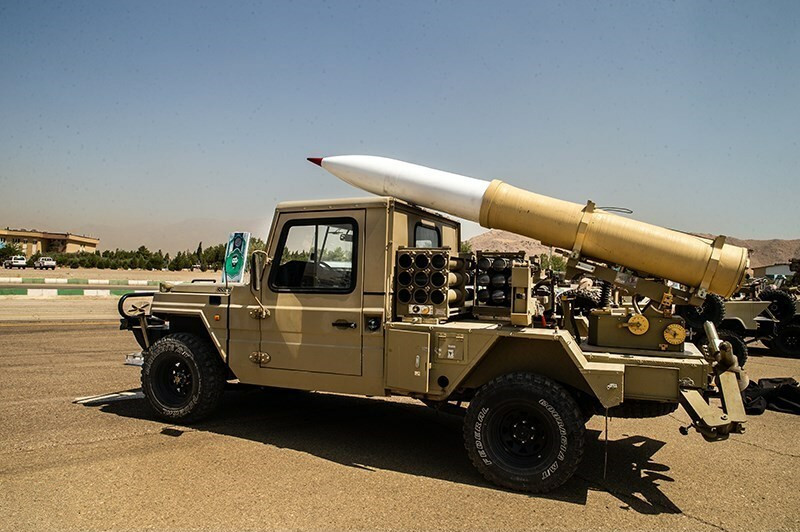
راکت فلق-۲ روی یک کامیون سوار شده‌است. موشک فلق-۲ تا حدی در لوله پرتاب قرار گرفته‌است.

موشک فلق ۲ نسل دوم سامانه‌های موشکی توپخانه هدایت نشده فلق است. این سامانه نیز در دهه ۹۰ میلادی توسط صنایع شهید باقری وابسته به سازمان صنایع هوافضا توسعه یافت. نسل قبلی این موشک،‌ فلق ۱ نام داشت.

## تاریخچه
موشک فلق ۲ نسل دوم سامانه‌های موشکی توپخانه هدایت نشده فلق است. این سامانه نیز در دهه ۹۰ میلادی توسط صنایع شهید باقری وابسته به سازمان صنایع هوافضا توسعه یافت.‌ در سال ۱۴۰۰ از مدل هدایت‌شونده موشک فلق ۲ در یک نمایشگاه صنایع نظامی در ایران،‌ رونمایی شد.
شواهد گسترده‌ای وجود دارد که از موشک‌های فلق ۲ در جنگ داخلی سوریه استفاده شده‌است.

## مشخصات فنی
فلق ۲ یک موشک با کالیبر ۳۳۳ میلی‌متر است. وزن آن ۲۵۵ کیلوگرم و دارای کلاهک ۱۲۰ کیلوگرمی است که ۶۰ کیلوگرم مواد منفجره را در خود جای می‌دهد. برد این موشک نسبت به نسل قبلی خود،‌ ۳۰۰ متر کمتر شده و وزن آن از ۱۱۳ کیلوگرم به ۲۶۵ کیلوگرم ارتقاء یافته. وزن سر جنگی این موشک نسبت به نسل قبلی دو برابر شده و کالیبر آن نیز از ۲۴۰ به ۳۳۳ تغییر کرده است.‌ سوخت این موشک،‌ همچون نسل قبل، جامد است. سرعت این موشک ۴۴۰ متر بر ثانیه و بیشترین ارتفاع آ ۳۲۰۰ متر است. قدرت تخریبی راکت فلق ۲، بیشتر از فلق ۱ است.
این احتمال وجود دارد که راکت توپخانه ۳۳۳ میلی‌متری سطح به سطح غیر هدایت شونده مورد استفاده در سامانه راکتی توپخانه فلق ۲ مربوط به سامانه‌های برد بلندتر شاهین-۱ و شاهین-۲ باشد. از همین شاسی به عنوان سکوی پرتاب فلق ۲ ایرانی استفاده می‌شود که دارای یک پرتابگر تک لوله ای است که در پشت آن نصب شده‌است. این یک موشک سطح به سطح بدون هدایت ۳۳۳ میلی‌متری را تا حداکثر برد ۱۰۸۰۰ متر پرتاب می‌کند.
این راکت‌ها قابلیت استفاده در نبردهای دریایی را نیز دارد. این راکت‌ها از لانچرهای زمینی پرتاب می‌شوند. لانچر این موشک به صورت ۶ عددی است. در سال‌های اخیر، لانچر این موشک بر روی خودروهای تاکتیکی همچون ارس و کویران نصب شده است. لانچرهای سه‌تایی فلق ۱ بر روی شناورهای ایرانی هم نصب شده است.‌ مدل ترکیبی این لانچرها به صورتی که ۲ لانچر فلق۱ و ۲ لانچر فلق ۲ در کنار هم کار شده باشد نیز وجود داد.

## مورد استفاده در
- ایران
- سوریه